# Гречишко, Павел Юрьевич
Па́вел Ю́рьевич Гречи́шко (бел. Павел Юр'евіч Грачышка; род. 23 марта 1989, Минск) — белорусский футболист, выступавший на позиции защитника.

## Клубная карьера
Начинал карьеру в минском «Звезда-БГУ». Уже в возрасте 17 лет закрепился в основном составе клуба. В 2007 году уехал в Чехию, где в течение трех лет выступал за «Баник». После возвращения снова стал выступать за «Звезду-БГУ», но уже во Второй лиге.
Летом 2011 году вместе с партнерами по команде Артуром Слабашевичем, Ярославом Шкурко и Денисом Трапашко перешёл в клуб «Смолевичи-СТИ», который возглавил известный белорусский тренер Юрий Пунтус. На следующий год вместе с этим клубом одержал победу во Второй лиге.
В сезоне 2013 выступал с «Смолевичи-СТИ» в Первой лиге, был одним из лидеров команды. По окончании сезона, в декабре 2013 года, подписал контракт с «Гомелем». Однако, не сумел закрепиться в составе гомельского клуба, и в феврале 2014 года был отдан в аренду мозырьской «Славии», которую на тот момент возглавил Пунтус. В «Славии» прочно играл в основе, обычно на позиции правого защитника. По итогам сезона 2014 помог мозырьскому клубу вернуться в Высшую лигу.
В декабре 2014, по окончании срока аренды, разорвал контракт с «Гомелем». С января 2015 года вновь оказался в составе «Славии», и в итоге начал в составе этого клуба сезон 2015.
В феврале 2016 года прибыл на просмотр в «Белшину», с которой в марте подписал соглашение. В первой половине сезона не был игроком основы, сыграв в нескольких матчах. Летом 2016 года, когда большинство игроков покинуло «Белшину», остался в клубе и стал основным центральным защитником, но конец сезона пропустил из-за травмы. По окончании сезона 2016 оставил бобруйский клуб.
В мае 2017 года присоединился к минскому клубу «Энергетик-БГУ». На следующий год в качестве одного из лидеров помог команде через 13 лет вернуться в Высшую лигу. Сезон 2019 начинал основным защитником столичного клуба, позже стал временами выходить на замену.
В июле 2019 года покинул «Энергетик-БГУ» и вскоре стал игроком минского «НФК Крумкачы», где закрепился в основе. В декабре 2019 года продлил контракт с «Крумкачами» на сезон 2020. В новом сезоне стал капитаном команды, оставался игроком основного состава. В декабре 2020 года стало известно, что Гречишко продолжит выступать за клуб в следующем сезоне.
В январе 2022 года перешел на правах свободного агента в «Слуцк». Дебютировал за клуб 15 апреля 2022 года в матче против «Минска». Первым голом отметился 7 мая 2022 года в матче против бобруйской «Белшины». В январе 2024 года футболист покинул клуб по окончании срока действия контракта. В феврале 2024 года футболист объявил о завершении профессиональной карьеры.

### Статистика
| Сезон    | Дивизион | Клуб          | Страна                    | Матчи | Голы |
| -------- | -------- | ------------- | ------------------------- | ----- | ---- |
| 2005     | дубль    | Звезда-БГУ    | Флаг Беларуси (1995—2012) | 7     | 1    |
| 2006     | Д2       | Звезда-БГУ    | Флаг Беларуси (1995—2012) | 24    | 1    |
| 2007 (1) | Д2       | Звезда-БГУ    | Флаг Беларуси (1995—2012) | 8     | 1    |
| 2007/08  | Д1       | Баник (Мост)  | Флаг Чехии                | 2     | 0    |
| 2008/09  | Д2       | Баник (Мост)  | Флаг Чехии                | 14    | 0    |
| 2009/10  | Д2       | Баник (Мост)  | Флаг Чехии                | 11    | 0    |
| 2010 (2) | Д3       | Звезда-БГУ    | Флаг Беларуси (1995—2012) | 12    | 3    |
| 2011 (1) | Д3       | Звезда-БГУ    | Флаг Беларуси (1995—2012) | 15    | 2    |
| 2011 (2) | Д3       | Смолевичи-СТИ | Флаг Беларуси (1995—2012) | 13    | 4    |
| 2012     | Д3       | Смолевичи-СТИ | Флаг Беларуси             | 30    | 1    |
| 2013     | Д2       | Смолевичи-СТИ | Флаг Беларуси             | 23    | 5    |
| 2014     | Д2       | Славия-Мозырь | Флаг Беларуси             | 26    | 2    |
| 2015     | Д1       | Славия-Мозырь | Флаг Беларуси             | 23    | 0    |
| 2016     | Д1       | Белшина       | Флаг Беларуси             | 26    | 2    |
| 2017     | Д2       | Энергетик-БГУ | Флаг Беларуси             | 18    | 1    |
| 2018     | Д2       | Энергетик-БГУ | Флаг Беларуси             | 25    | 1    |
| 2019 (1) | Д1       | Энергетик-БГУ | Флаг Беларуси             | 11    | 0    |
| 2019 (2) | Д2       | НФК Крумкачы  | Флаг Беларуси             | 12    | 1    |
| 2020     | Д2       | НФК Крумкачы  | Флаг Беларуси             | 21    | 2    |